# 2117 Данія
2117 Да́нія (2117 Danmark) — астероїд головного поясу, відкритий 9 січня 1978 року.
Тіссеранів параметр щодо Юпітера — 3,293.